# ゾフィー・ホテク
ゾフィー・ホテク（Sophie Chotek Gräfin von Chotova, Herzogin von Hohenberg; 1868年3月1日 - 1914年6月28日）は、オーストリア＝ハンガリー帝国の皇位継承者フランツ・フェルディナント大公の妻。ボヘミアの貴族であるホテク家の出身であり、ハプスブルク＝ロートリンゲン家と身分違いの結婚であるとされたため、大公妃とされずホーエンベルク公爵夫人（女公爵）とされた。ホーエンベルク公爵家の始祖。

## 生涯

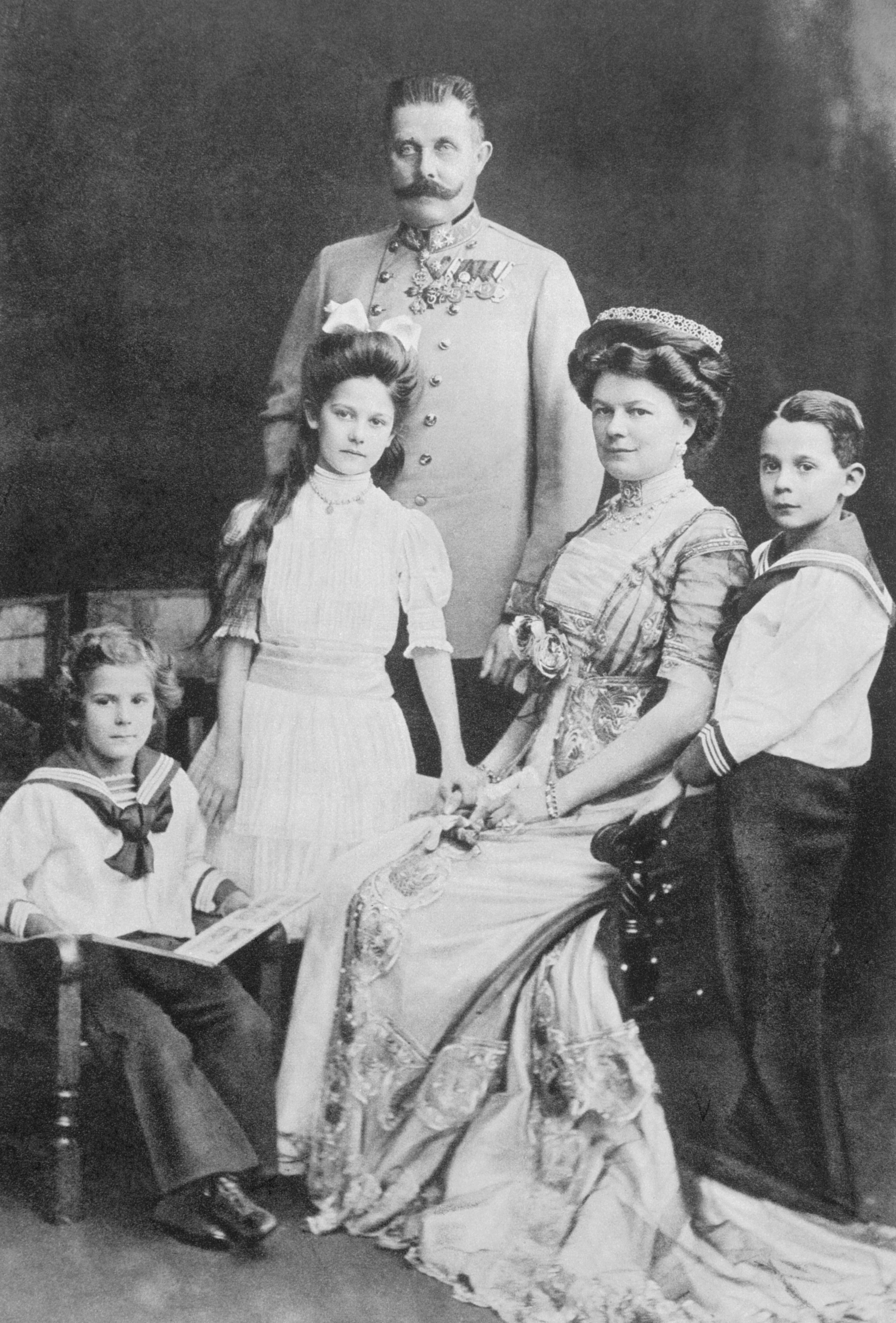
夫妻と子供たち。1910年

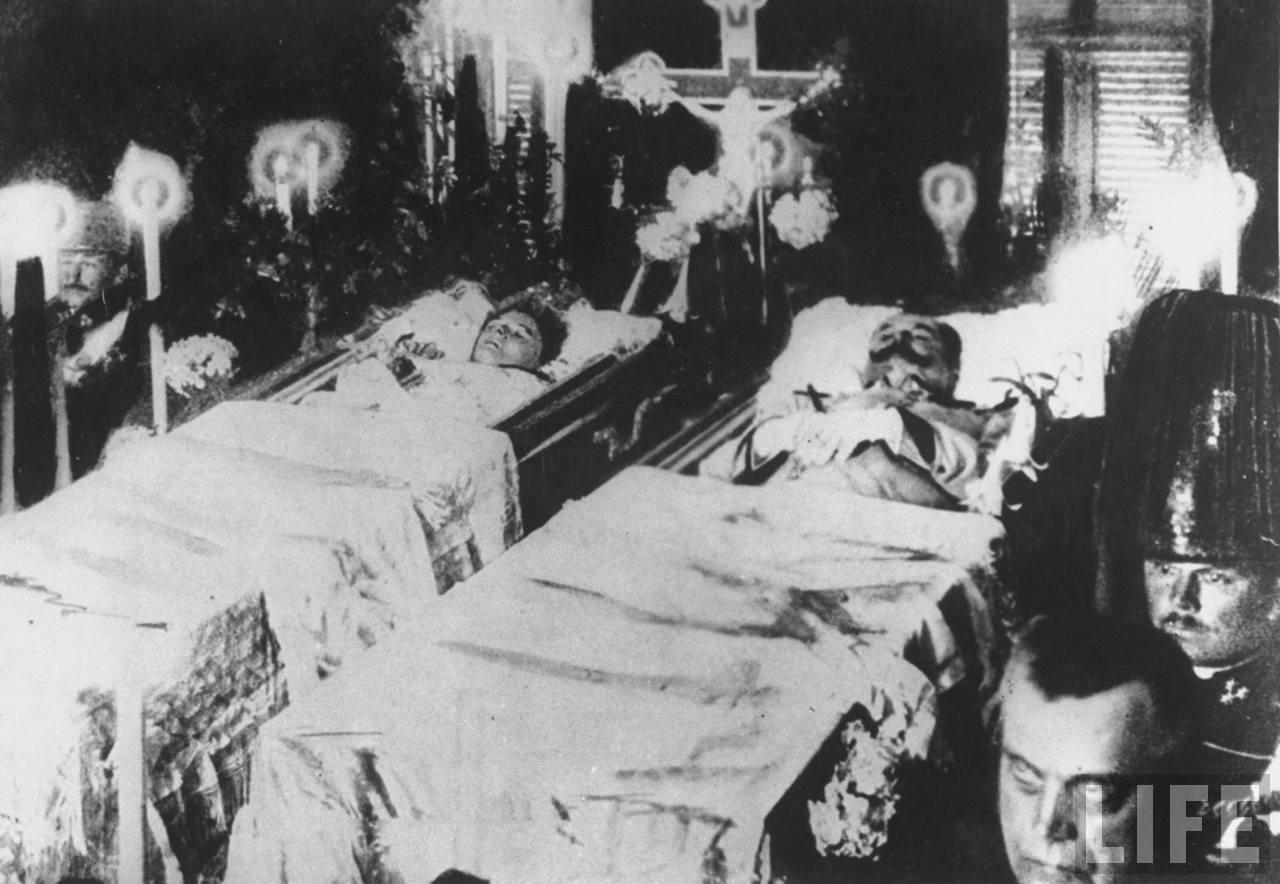
葬儀で並べられたフランツ大公とゾフィーの遺体。

ボヘミアの伯爵家出身でテシェン公爵家の当主フリードリヒ大公の妻イザベラ大公妃の女官であったが、フランツ・フェルディナント大公と恋に落ちる。しかし彼は数少ない皇位継承者であった（ハプスブルク家傍系の大公はテシェン公を含めて数多くいたが、オーストリア皇帝フランツ1世の男系子孫の男子は限られていた）。ゾフィーは伯爵家出身とは言え、皇家から見れば到底釣り合うような身分ではなく、大公と彼女との結婚は周囲から猛反対を受ける。
最終的にゾフィーが皇族としての特権をすべて放棄し、将来生まれる子供には皇位を継がせないことを条件に結婚を承認された。2人の結婚式は1900年7月1日に挙行された。しかしその後もゾフィーは冷遇され続け、公式行事においては幼児を含む全ての皇族の末席に座ることを余儀なくされた。それ以外の公の場（劇場など）でも、夫たる大公との同席は許されなかった。また、「大公妃」の称号は許されず、代わりに「ホーエンベルク女公爵（Gräfin、この場合は女性の公爵であって公爵夫人ではない）」の称号が与えられた（ゾフィーの死後に長男マクシミリアンが公爵位を継いだ）。
1914年オーストリア領であったサラエヴォ（現ボスニア・ヘルツェゴヴィナ領）で夫フランツ・フェルディナント大公と共に暗殺される（サラエヴォ事件）。46歳、妊娠中であった。
ゾフィーの有した称号は以下の通りである。
- ゾフィー・ホテク・フォン・ホトコウヴァ伯爵令嬢（Gräfin Sophie Chotek von Chotkova, 1868年 - 1900年）
- ホーエンベルク侯爵夫人殿下（Ihre Durchlaucht Fürstin von Hohenberg, 1900年 - 1909年）
- ホーエンベルク公爵夫人殿下（Ihre Hoheit Herzogin von Hohenberg, 1909年 - 1914年）

ハプスブルク家の家憲で貴賤結婚が禁じられていたため、ゾフィーに対してオーストリア皇族としての「殿下」の称号は絶対に許されなかった。また、葬儀でも夫の棺より45cm低い位置に棺が並べられた。

## 子女
- ゾフィー（1901年 – 1990年）
- マクシミリアン （1902年 – 1962年）
- エルンスト（1904年 – 1954年）
- 男子（1908年） - 夭折

第二次世界大戦中、ゾフィー、マクシミリアン、エルンストの3人は、マクシミリアンがナチス・ドイツのアンシュルス（独墺合邦）に反対していたため、家族とともにダッハウ強制収容所に送られ、敗戦まで収容されていた。

## 関連書籍
- 『ハプスブルク家の女たち』江村洋（講談社現代新書）